# Ганьо, Дени
Дени́ Ганьо́ (фр. Denys, также Denis Ganio) — французский танцовщик, солист Марсельского балета Ролана Пети, вместе с супругой, балериной Доминик Кальфуни в 1970-х — 1980-х годах составлял звёздную пару этой труппы.

## Биография
Дени Ганьо вместе с родителями и сестрой жили в Авиньоне. Так как его сестра занималась танцами, Дени также начал танцевать, чтобы сделать приятное матери. В возрасте двенадцати лет он был принят в балетную школу Парижской оперы, где учился у Раймона Франкетти. После её окончания в возрасте шестнадцати лет был принят в кордебалет Парижской оперы, однако уже в 19 лет, в 1972 году, покинул её, чтобы перейти в только что созданный Балет Марселя — балетмейстер Ролан Пети пригласил молодого танцовщика занять положение солиста и вскоре назначил его этуалью (т. е. премьером) своей труппы. 
Дени Ганьо плодотворно сотрудничал с балериной Наталией Макаровой, был её постоянным партнёром. Вместе с такими артистами, как Карен Кейн, Питер Шауфус, Энтони Дауэлл и Фернандо Бухонес участвовал в антрепризе «Макарова и компания» (Makarova and Company), в составе которой гастролировал по всему миру, а также выступал на Бродвее. Закончив сотрудничество с Роланом Пети, в течение года танцевал у Мориса Бежара в его «Балете XX века». Завершив свою танцевальную карьеру, Ганьо переехал в Рим, где в 1994 году открыл собственную балетную школу «Дом танца» (Maison de la Danse).

### Семья
Дени Ганьо женат на прима-балерине Доминик Кальфуни. У него трое детей. Двое из них, Марин и Матьё Ганьо (род. в 1984) также стали артистами балета и танцуют в труппе Парижской национальной оперы. Матьо был принят в труппу в 2000 году, 20 мая 2004 года, после спектакля «Дон Кихот» в редакции Рудольфа Нуриева, был объявлен её этуалью.

## Постановки
- «В ожидании Годо» на музыку Марко Скьявоне (партитура была создана специально для этой постановки)

## Фильмография
- 1978 — Сирано де Бержерак, «Сирано де Бержерак» (хореография Ролана Пети, режиссёр Дирк Сандерс[фр.])
- 1980 — Тореадор, «Кармен» (хореография Ролана Пети, режиссёр Дирк Сандерс, Кармен — Зизи Жанмер, дон Хосе — Михаил Барышников, предводитель контрабандистов — Луиджи Бонино[фр.], в остальных ролях — артисты Марсельского балета)
- 1981 — «Пруст, или Перебои сердца»
- 1983 — дуэт с Наталией Макаровой, «Выступление президентской команды» (The President's Command Performance, режиссёр Джозеф Кейтс[фр.])
- 1985 — дон Хосе, дуэт из балета Ролана Пети «Кармен», фрагмент фильма «Наташа» (режиссёр Дерек Бейли, Кармен — Наталия Макарова)
- ? — принц Щелкунчик, «Щелкунчик» (хореография Ролана Пети, Мари — Ноэлла Понтуа[фр.])
- 2011 — «Первая позиция[англ.]», документальный фильм